# 纪宝成
纪宝成（1944年11月3日—），男，江苏仪征人，中國经济学家、教育学家，原中国人民大学校长（2000年－2011年）、教授、博士生导师。第十届、十一届全国人大代表。主要从事市场和商品流通、商业经济、市场营销等领域的教学和研究工作。同时研究高等教育、公共管理。

## 生平
1962年到1966年，在北京商学院（今北京工商大学）学习。1968年到1978年，在湖北省宜昌县任职。1978年到1981年，在中国人民大学贸易经济系读研究生。1981年到1991年，历任中国人民大学贸易经济系讲师、副教授、教授。1985年到1991年，任中国人民大学副教务长、教务长。
1991年12月到1992年5月，任中华人民共和国商业部教育司副司长。1992年5月到1993年8月，任商业部教育司司长。1993年8月到1996年3月，任中华人民共和国国内贸易部教育司司长。1996年3月到1996年8月，任国家教委高等教育司司长。1996年8月到1998年7月，任国家教委计划建设司司长。1998年7月到2000年9月，任中华人民共和国教育部发展规划司司长，兼教育部直属高校工作办公室主任。
2000年9月到2011年，任中国人民大学校长。同时，他还兼任国务院学位委员会委员、国务院学位委员会应用经济学学科评议组成员、全国公共管理硕士（MPA）专业学位教育指导委员会副主任、中国市场学会副会长、中国高校市场学研究会会长、中国高等教育学会常务理事、中国商业经济学会常务理事兼学术委员会副主任、中国商业文化研究会副会长、中国市场营销学会副会长、中国教育发展战略研究会副理事长。他是美国俄克拉荷马城市大学荣誉教授、日本创价大学名誉博士，在北京大学、浙江大学等十多所中国内地院校兼职担任教授。

### 党纪处分
2013年11月，中国人民大学招生就业处处长蔡荣生因腐败接受调查。2014年5月30日，南京市人民检察院宣布，以涉嫌受贿罪对蔡荣生予以逮捕。
新京報报道，2014年底中国人民大学在高层范围内曾经通报过纪宝成的问题。通报行文非常简短，只是称因违纪问题，纪宝成受到了留党察看处分，并取消副部级待遇。但没有提及涉及什么问题。通报纪宝成的问题时，还特意派两名校医护送纪宝成回家，担心他的身体出问题。此外，中国人民大学还有两名处级干部由于向纪宝成通风报信，也受到了处分。中国人民大学多名教职员工向新京報表示，纪宝成的问题与中国人民大学原招生处处长蔡荣生有关。按惯例，招就处处长这一职位在人民大学要轮岗，三年轮一次。但蔡荣生有了纪宝成学生这个特殊身份，一连担任了8年招生处处长。蔡荣生曾在人大商学院攻读在职博士，导师正是纪宝成。2014年5月，南京市人民检察院向公众宣布，以涉嫌受贿罪决定对中国人民大学招生就业处原处长蔡荣生予以逮捕。经查，2006年至2013年期间，蔡荣生利用职务便利，在学校特殊类型招生过程中为考生提供帮助，收受贿赂1000余万元。此外，纪宝成之前的女秘书胡娟，因破格提拔教授等事，遭遇诸多质疑。此前，她已卸任人大教育学院执行院长一职。
2015年3月31日，在人大校园内，原校长纪宝成在一勺池、校友之家和育贤楼等地的题词，被更换字体、去掉落款或摘走。
2015年7月16日，“人民日报政文”微信公众号发布消息：中国人民大学原校长纪宝成因违纪被内部通报，给予留党察看两年处分，并被取消副部级待遇。2015年7月17日，媒体报道纪宝成被留党察看，取消副部级待遇。

## 著作
- 《商业活动论》（1987年）
- 《市场学》（1989年）
- 《商业经济与管理》（1989年）
- 《岁月诗痕》（2000年、2002年）
- 《市场营销学教程》（主编）（1989年、1995年）
- 《深化流通体制改革的几个问题》（合著）（1992年）
- 《学者谈艺录》（副主编）（1992年）
- 《商品流通论——体制与运行》（领衔合著）（1993年）
- 《国际高等商科教育比较研究》（主编）（1998年）
- 《中国商业理论前沿》（参编）（2000年）[1]

## 荣誉

### 外国勋章奖章
- 学术棕榈军官勋章（法国，2011年5月31日于北京颁发[7]）